# Psiklatka
Psiklatka lub Psi Klatka– ostaniec wchodzący w skład grupy skał zwanych Ostańcami Jerzmanowickimi. Znajduje się na wierzchowinie Wyżyny Olkuskiej, w miejscowości Jerzmanowice, w odległości ok. 150 m na południowy zachód od drogi krajowej nr 94 i około 50 m od drogi, która od tej szosy prowadzi do Jaskini Nietoperzowej.

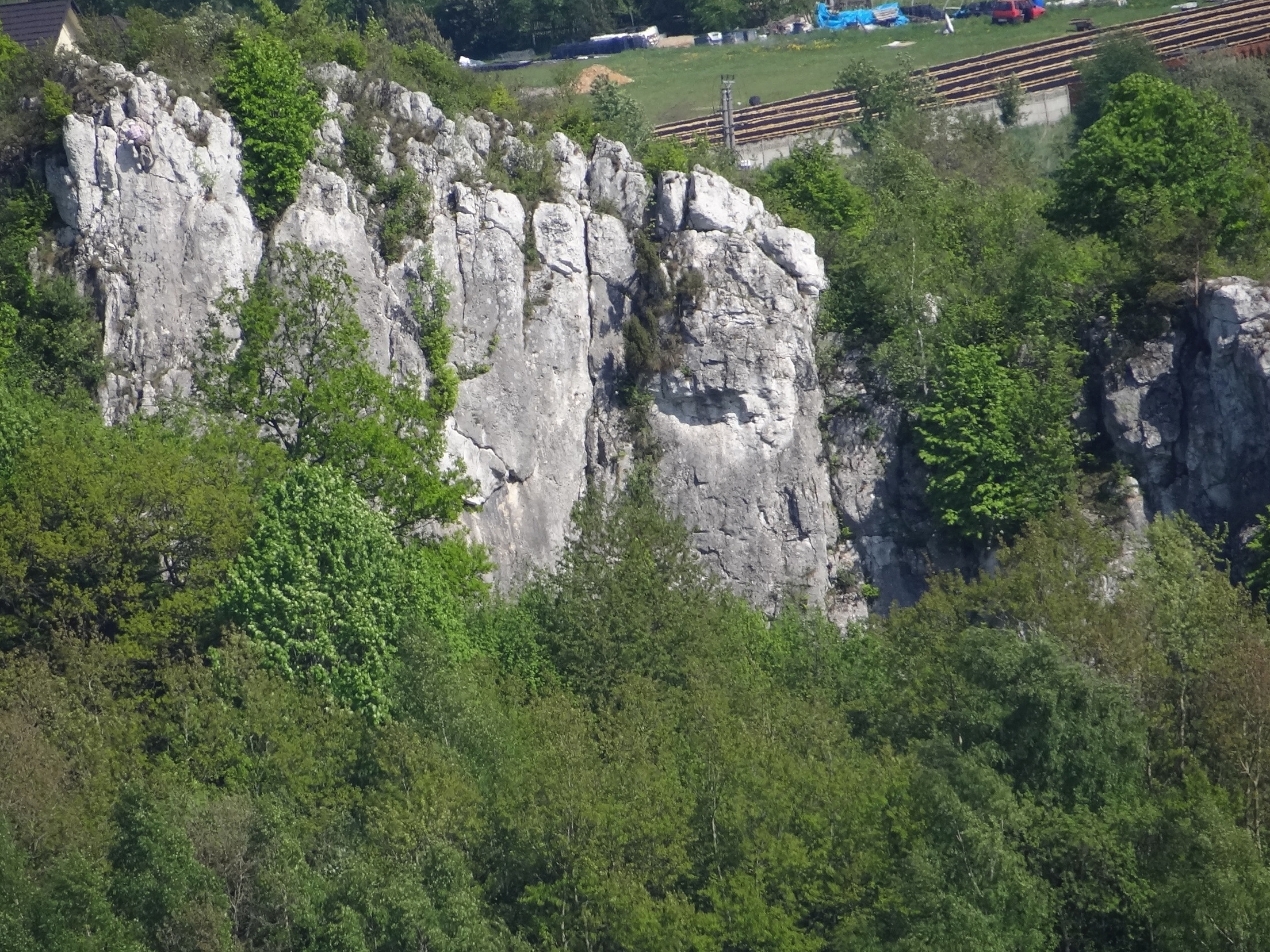
Lewa część Psiklatki

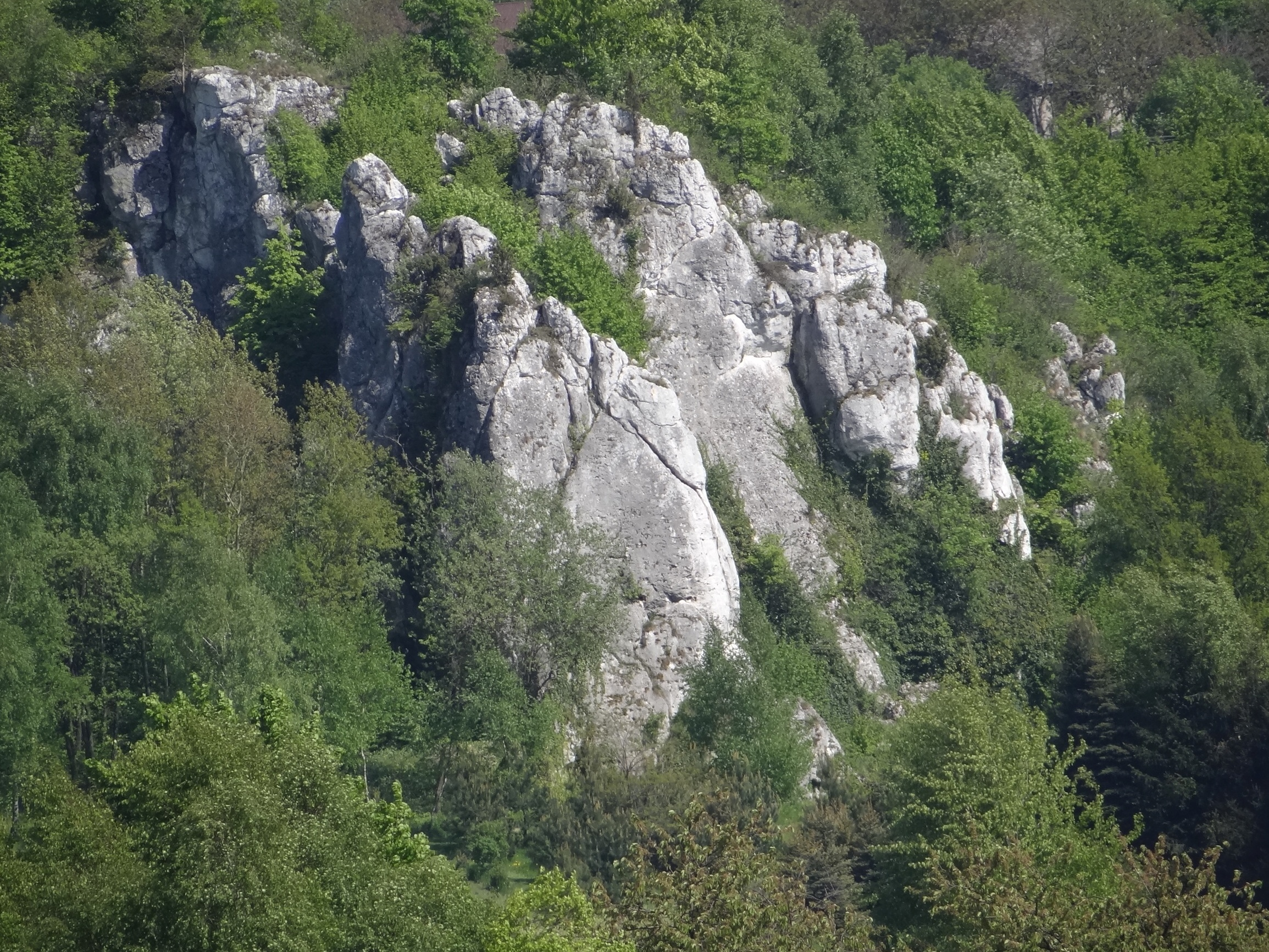
Prawa część Psiklatki

Psiklatka to skalisty grzbiet niewielkiego wzniesienia. Na południowo-wschodnią stronę opada z niej mur skalny, który jest jednym z obiektów wspinaczki skalnej. Znajduje się na terenie prywatnym i wspinaczka dozwolona jest tylko w niektórych częściach tego muru i przy zachowaniu ustalonych reguł (opisuje je przewodnik T. Ślusarczyka „Ostańce Jerzmanowickie i Dolina Szklarki”). Wspinacze skalni wyróżniają w Psiklatce następujące formacje skalne:
- Psi Płot. Lewa część muru o wysokości 18 m. Składa się z połogich ścianek oraz filarów i pocięta jest rysami. 14 dróg wspinaczkowych o stopniu trudności III – VI+ w skali krakowskiej[4].
- Psi Filar. Szeroki filar o dwu wierzchołkach, północny sąsiaduje z Psim Płotem. Od Psiego Filaru odbiega krótka grań z trzema ścianami; zachodnią, południową i południowo-wschodnią. Zachodnia ściana jest w dolnej części przewieszona i są w niej liczne dziuple. U jej podnóża jest otwór wlotowy do jaskini. Na południe Psi Filar opada połogą ścianą, która ostrym kantem przechodzi w Psią Ściankę. 7 dróg wspinaczkowych (II+ – VI.1)[4].
- Psia Ścianka. Z lewej strony jest to szeroka i połoga płyta, z prawej zacięcie, w dolnej części ze skośnym przewieszeniem. Wspinanie niedozwolone[4].
- Mniszek. Niewielka turniczka mająca dwie interesujące dla wspinaczy ścianki: południowo-zachodnią i południową. W gładkiej ścianie południowej najtrudniejsza z wszystkich dróg w Psiklatce (VI.2). Wspinanie obecnie niedozwolone[4].

Psiklatka jest jednym z 41 pomników przyrody gminy Jerzmanowice-Przeginia (w rejestrze ma nr 10/40) i znajduje się na obszarze Parku Krajobrazowego Dolinki Krakowskie.
W Psiklatce znajdują się trzy jaskinie i jedno schronisko: Jaskinia w Polniku Pierwsza, Jaskinia w Polniku Druga, Jaskinia w Polniku Trzecia, Korytarz obok Jaskini w Polniku Drugiej.